# Trzęsienie ziemi w Banja Luce (1969)
Trzęsienie ziemi w Banja Luce w 1969 – trzęsienie ziemi o sile 8,5 w skali Mercallego (6 w skali Richtera), które miało miejsce w Banja Luce i okolicy 27 października 1969 roku.

## Historia
Dzień wcześniej, w niedzielę, 26 października o godzinie 16:37:43 nastąpił pierwszy wstrząs. Jedyną ofiarą była 7-letnia dziewczynka, na którą zawaliła się ściana. 7 minut później miał miejsce kolejny wstrząs o sile 5 w skali MCS, a 11 minut po nim kolejny (5 MCS). Wieczorem ogłoszono zakaz organizowania imprez, otwierania sklepów i nakazano zamknięcie szkół. Proszono obywateli, aby nie podchodzili do budynków, które nie zostały sprawdzone, a mogą grozić zawaleniem. Noc mieszkańcy spędzili w prowizorycznych schronach. 27 października o 3:56 nastąpił kolejny wstrząs. Najsilniejszy o sile 8,5 MCS zarejestrowano o godzinie 9:10:56 sekund. Spowodował on bardzo duże zniszczenia. Hipocentrum znajdowało się 20 kilometrów pod miastem. Szybko rozpoczęto akcję ratunkową. Po 10 minutach zarejestrowano kolejny wstrząs, który uszkodził linie energetyczne. Oświetlenie ulic przywrócono dopiero 30 października, a 8 listopada mieszkańcy mogli korzystać z wodociągów. Na teren katastrofy 28 października przyjechał Josip Broz Tito.
Trzęsienie zniszczyło miasto, liczące w tym okresie 65 tysięcy mieszkańców. Zginęło 15 mieszkańców Banja Luki, a 1117 osób zostało ciężko i lekko rannych. Straty materialne były ogromne. Całkowicie zniszczonych zostało 86 000 mieszkań. W ramach pomocy dla lokalnej społeczności rozbito namioty w parkach i okolicy miasta. Sarajewo przysłało 20 wagonów kolejowych, w których ulokowano 1200 mieszkańców. Rannych przewieziono do szpitali w Sarajewie i Zagrzebiu. 10 listopada ponad 10 000 dzieci w wieku szkolnym zostało przewiezionych do innych miast Jugosławii, aby tam miały możliwość kontynuowania nauki.
Obserwatorium astronomiczne w Lublanie donosiło o wstrząsach wtórnych, które miały miejsce na początku listopada 1969 roku w samym mieście oraz okolicy. 29 października Savezno izvršno vijeće (Federalna Rada Wykonawcza) powołała Formiranje Komisije (Komisję do oceny szkód). Rozpoczęła ona pracę 6 listopada. Ustaliła, że szkody wyniosły 7 mld 150 mln nowych dinarów. Po wielu sporach, w październiku 1970 roku ustalono, że Federacja przekaże na odbudowę Banja Luki i okolic 5 mld dinarów, w tym 4 mld bezzwrotnej pożyczki, przy czym 937 mln będzie stanowiło 25-letnią pożyczkę oprocentowaną na 2 procent.

## Pomoc i odbudowa
Już 30 października gmina Banja Luka powołała Radę Odbudowy. Jako pierwsze miały zostać odbudowane szkoły i budynki służby zdrowia. Rada anulowała wszystkie pozwolenia budowlane wydane przed 27 października 1969 roku. Wsparcia finansowego i rzeczowego ofiarom trzęsienia udzelili mieszkańcy Macedonii i Słowenii oraz Jugosławii. Największe napłynęło ze: Splitu, Dubrownika, Mostaru, Konjic, Livna, Sarajewa, Belgradu i Zagrzebia. Belgijska firma podarowała domy, duże namioty, samochody i wagony. Z funduszy przekazanych przez Sarajewo odbudowano budynek gimnazjum, Skopje ufundowało nową szkołę podstawową, rząd bułgarski nową szkołę w Nova Varoš, Zagrzeb budynek Wyższej Szkoły Ekonomiczno-Handlowej, a Wojwodina budynek Wyższej Szkoły Rolniczej. 60 tysięcy koron szwedzkich przekazał szwedzki Czerwony Krzyż, a UNICEF 10 tysięcy dolarów na pomoc dla dzieci i matek. W Krakowie Zespół Pieśni i Tańca Uniwersytetu Jagiellońskiego „Słowianki” zorganizował 24 listopada w Hali Korony specjalny koncert, z którego dochód przekazano na rzecz ofiar trzęsienia.
W 1970 roku zrekonstruowano 6500 budynków. Jeszcze w 1974 roku 930 rodzin mieszkało w tymczasowych mieszkaniach.